# Tony Cruz
Arnoldi Anthony "Tony" Cruz (Palm Beach, 18 de agosto de 1986) es un receptor estadounidense de origen dominicano que juega en las Grandes Ligas de Béisbol para los Cardenales de San Luis.

## Carrera
Del Okaloosa-Walton College y el Middle Georgia College, Cruz fue seleccionado por los Cardenales de San Luis en la 26ª ronda (802o total) del Draft de Grandes Ligas de 2007.
El 23 de mayo de 2011, Cruz fue llamado por primera vez cuando Gerald Laird fue puesto en la lista de lesionados de 15 días con una fractura del dedo índice derecho. El 24 de mayo de 2011, Cruz hizo su debut en Grandes Ligas como titular. Se fue de 5-3 con 2 sencillos y un doble. Fue enviado a las menores el 12 de agosto.